# Griechische Anthologie

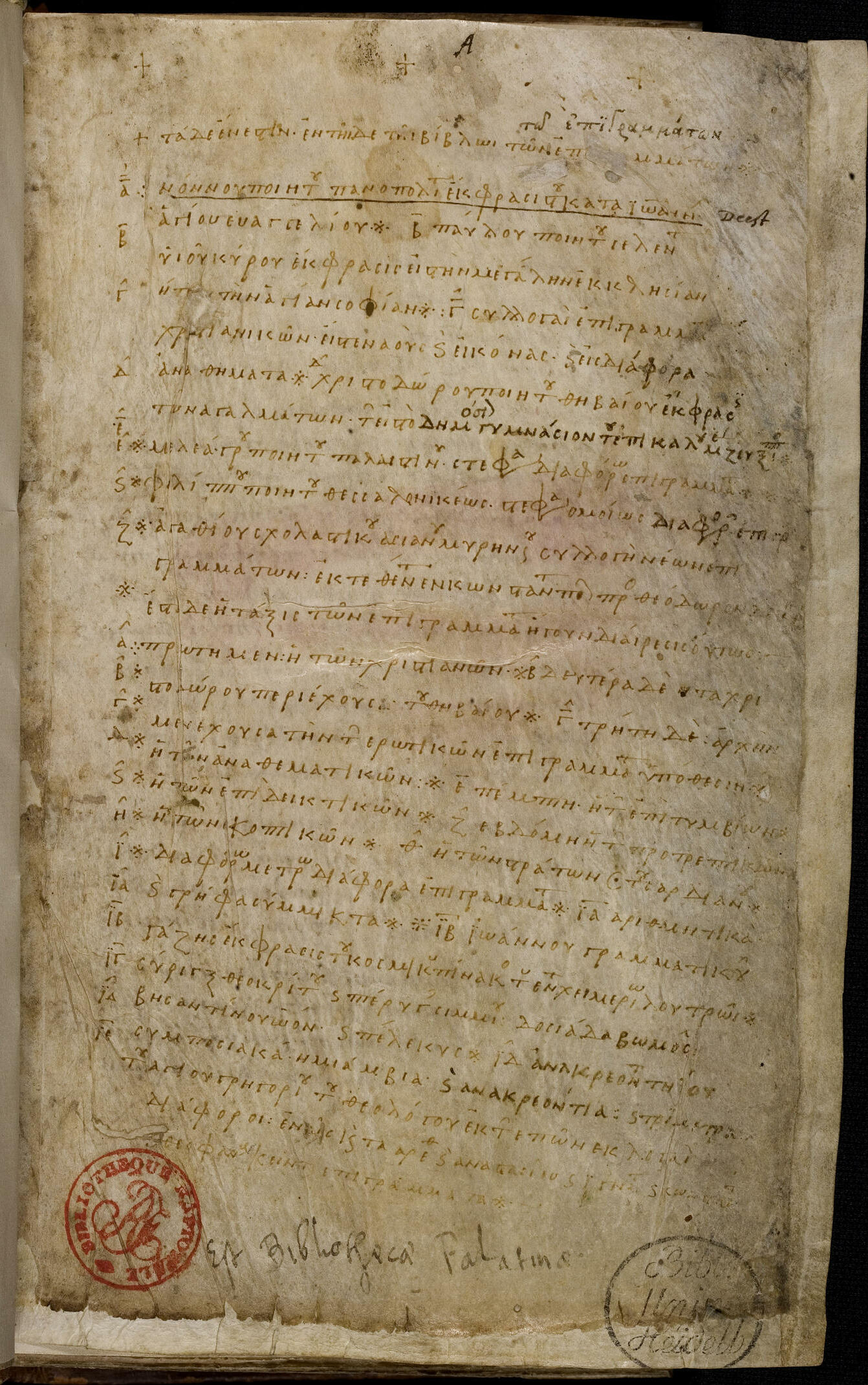
Beginn der Anthologia Palatina (f. 5 r.) im Codex Palatinus graecus 23 aus der Universitätsbibliothek Heidelberg

Die Griechische Anthologie oder Anthologia Graeca ist eine Sammlung von Gedichten, überwiegend Epigramme, die die gesamte Zeit der griechischen Literatur von der Antike bis zum Byzantinischen Reich umfasst.
Die heutigen Ausgaben setzen sich aus dem Gedichtbestand zweier griechischer Manuskripte zusammen, von denen das ältere und umfangreichere Anfang des 17. Jahrhunderts in der Kurpfälzischen Bibliothek (Bibliotheca Palatina) in Heidelberg auftauchte und daher den Namen Anthologia Palatina trägt. Daneben existiert eine kürzere Sammlung, die aber schon länger bekannt war und bereits 1494 erstmals gedruckt wurde, die nach ihrem Kompilator Maximus Planudes (um 1300) benannte Anthologia Planudea.
Die irgendwann im 10. Jahrhundert kompilierte Anthologia Palatina enthält über 3200 Gedichte und ist in 15 Bücher unterteilt. Da die jüngere Anthologia Planudea nur 388 Epigramme enthält, die nicht auch Teil der Anthologia Palatina sind, werden diese 388 Gedichte in modernen Ausgaben meist als 16. Buch hinzugefügt. Dieses aus beiden Sammlungen kompilierte Werk ist die Anthologia Graeca.

## Das Epigramm im antiken Griechenland
Epigramme – aus einem oder mehreren Versen bestehende Sinnsprüche zu den verschiedensten Themen – waren im alten Griechenland als Inschriften (daher der Name, wörtlich Auf-schrift) auf Grabmälern und allerlei Gegenständen beliebt. Sie konnten in verschiedenen Versmaßen abgefasst sein, am verbreitetsten sind Distichen, die aus je einem Hexameter und einem nachfolgenden Pentameter bestehen. Als leicht zu memorierende, kurze und doch formvollendete kleine Gedichte gehörten sie zum Unterhaltungsrepertoire der gebildeten Kreise. Sie wurden bei allen denkbaren Anlässen, besonders bei festlichen Gastmählern (Symposien) gern zur allgemeinen Erheiterung und Gemütserhebung vorgetragen. Dabei konnten sich ernste Lebensweisheiten, historische Reminiszenzen und eher schlüpfrige, durch ihre poetische Form veredelte Sprüche zwanglos aneinanderreihen.

## Wachstum der Sammlung über tausend Jahre
Die älteste rekonstruierbare Sammlung von Epigrammen ist die des Meleagros von Gadara, die er unter dem Titel Stephanos („Kranz“ oder „Girlande“) um 100 v. Chr., im späten Hellenismus, herausgab. Sie enthält Gedichte von ihm selbst und 46 anderen Dichtern, darunter Archilochos, Alkaios, Anakreon und Simonides. Meleagers Kranz war beliebt genug, um spätere Erweiterungen zu veranlassen. Hundert Jahre nach ihm nahm Philipp von Thessalonike wiederum eigene Gedichte sowie die weiterer 13 Autoren, die in der Zwischenzeit geschrieben hatten, auf. In Verbindung mit seinem Kranz fällt im Manuskript der Anthologia Palatina auch erstmals das Wort Anthologie. Um die Mitte des 6. Jahrhunderts fügte Agathias in seinem Kyklos („Kreis“) weitere Gedichte hinzu und gliederte den Stoff thematisch in 7 Bücher. Die Vorworte Meleagers, Philipps und Agathias' sind im 4. Buch der Anthologia Palatina erhalten.
Daneben waren in der Zwischenzeit auch andere Epigrammsammlungen entstanden, so im 2. Jahrhundert n. Chr. die des Grammatikers Diogeneianos mit satirischen und festlichen Epigrammen und die Mousa paidika („knabenhafte Muse“) des Straton von Sardis, eine Sammlung homoerotischer Verse.
Die endgültige Ausgabe der Anthologia Palatina stammt im Wesentlichen aus dem 10. Jahrhundert und wird meist Konstantinos Kephalas zugewiesen; er arbeitete die Sammlungen des Diogeneianos und Stratons ein sowie die Epigramme aus den Textausgaben des Kallimachos, Theokrit, Diogenes Laertios und anderer; ferner christliche Epigramme, literarisch überlieferte (Gregor von Nazianz) und aus Kirchen zusammengetragene; Christodoros’ Beschreibung der Standbilder in einem byzantinischen Gymnasium, sowie Inschriften aus einem Tempel in Kyzikos.
Kephalas gliederte sein Material in 15 Bücher, die insgesamt 3700 Epigramme umfassten. Seine Sammlung, die er vermutlich nicht mehr endgültig redigiert hat, ist im Original nicht erhalten; sie bildet jedoch den Grundstock einer nochmals erweiterten Fassung, von der eine Abschrift erhalten ist, die vier Schreiber nacheinander anfertigten und die gegen Ende des 10. Jahrhunderts erstellt wurde (Codex Palatinus graecus 23). Auch diese Sammlung, die Anthologia Palatina, umfasste 15 Bücher.

## Verkürzte Fassung des Planudes und Wiederentdeckung des Originals
Ende des 13. Jahrhunderts fertigte Maximus Planudes eine eigene Ausgabe der Griechischen Anthologie an, wobei er zum einen Gedichte hinzufügte und zum anderen solche wegließ oder „säuberte“ (also umschrieb!), die ihm unkeusch erschienen. Eine Anzahl von Epigrammen zur Kunst, die bei Kephalas (oder in der erhaltenen Abschrift seiner Sammlung) fehlt, ist nur durch Planudes erhalten. Insgesamt bietet er 2400 Epigramme in 7 Büchern.
Ein Exemplar seiner Zusammenstellung blieb im Autograph, also als eigenhändige Abschrift des Planudes, erhalten: der im Jahre 1301 geschriebene Codex Marcianus 481 (nach der Bibliothek von San Marco in Venedig), auf dessen Basis 1494 die erste Ausgabe gedruckt wurde. Lange Zeit war diese Sammlung, die Anthologia Planudea, die Hauptquelle für die Kenntnis der griechischen Epigrammatik in Westeuropa.

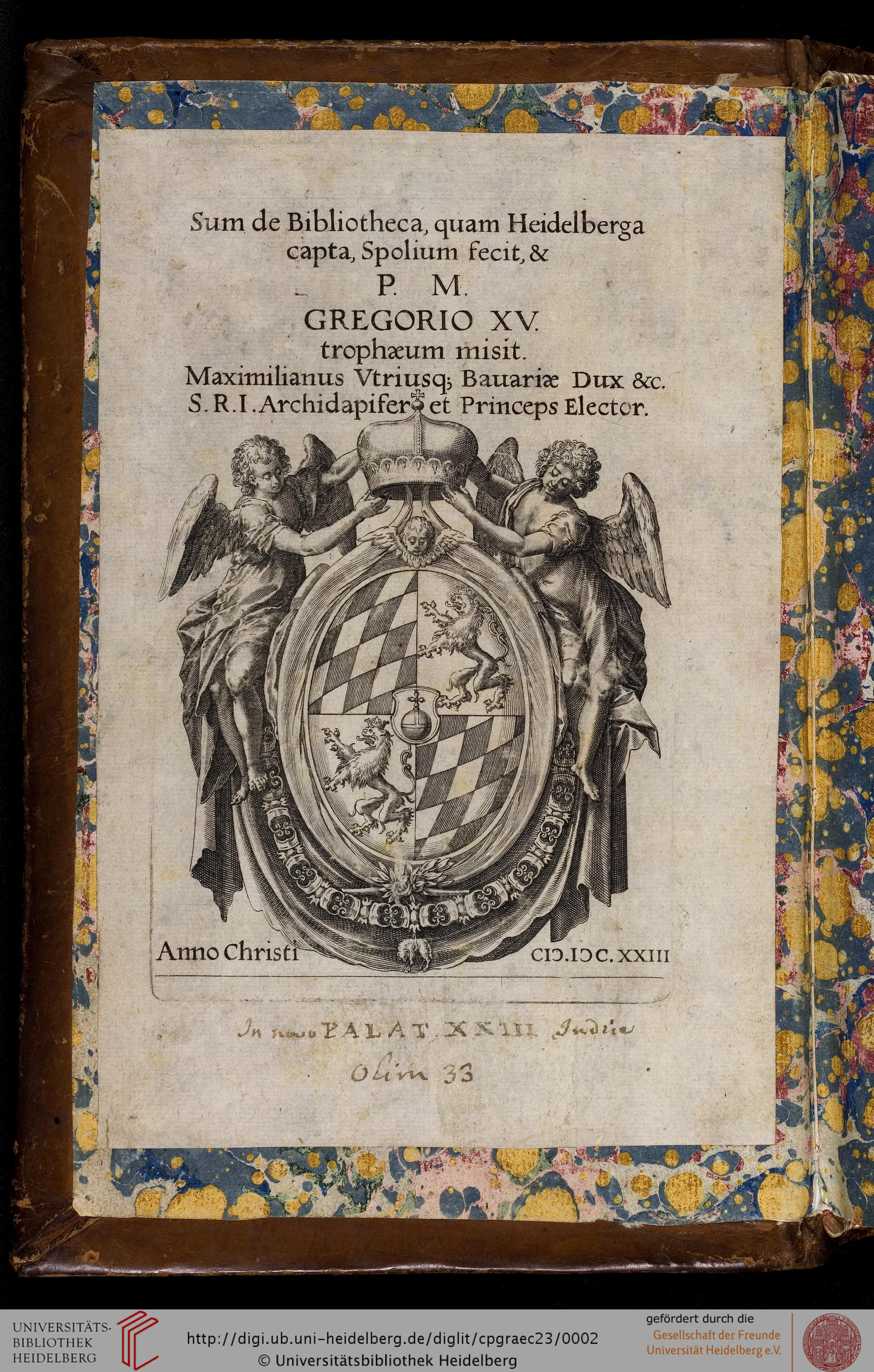
Vorderspiegel des Codex Palatinus graecus 23, in dem die Anthologia Palatina gefunden wurde

1606 entdeckte Claudius Salmasius in der Bibliothek in Heidelberg die genannte Abschrift der Sammlung des Konstantinos Kephalas wieder, den Codex Palatinus graecus 23. Diese Handschrift gelangte 1623 nach Rom, 1797 in die Pariser Nationalbibliothek. 1816 wurde ein Teil nach Heidelberg zurückgegeben, der andere blieb in Paris (Signatur: Suppl. gr. 384). Die ersten Druckausgaben beruhten auf Abschriften, die in Rom angefertigt wurden.
Die erste vollständige Druckausgabe erschien jedoch erst 1772–1776, als Richard François Philippe Brunck die Epigramme in seine Analecta einbezog. Die erste textkritische Ausgabe ist die von Friedrich Jacobs (13 Bände, 1794–1814, in der von Brunck gewählten Anordnung der Gedichte). Es folgte 1813–1817 eine zweite Ausgabe, der Jacobs die Anordnung des Codex Palatinus zugrunde legte, die seither üblich ist.
Das Material, das Planudes zusätzlich zum Codex Palatinus bietet, wird in den heutigen Ausgaben der Griechischen Anthologie, wie erwähnt, als 16. Buch abgedruckt.

## Ausgaben
- Hermann Beckby (Hrsg.): Anthologia Graeca (Sammlung Tusculum). 2. Aufl. Heimeran Verlag, München 1965 ff. (4 Bde. in griechischer und deutscher Sprache, Band 3–4 in 1. Auflage 1958).

1. Buch 1–6.
2. Buch 7–8.
3. Buch 9–11.
4. Buch 12–16.

- Dietrich Ebener (Hrsg.): Die Griechische Anthologie in drei Bänden (Bibliothek der Antike). Aufbau-Verlag, Berlin 1991, ISBN 3-7466-0096-0.

1. Buch I–VI.
2. Buch VII–X.
3. Buch XI–XVI.

- Andrew Sydenham Farrar Gow, Denys Page (Hrsg., Übers.): The Greek Anthology: Hellenistic Epigrams. Cambridge University Press, Cambridge 1965, 2 Bde.
- Andrew Sydenham Farrar Gow, Denys Page (Hrsg., Übers.): The Greek Anthology: The Garland of Philip and Some Contemporary Poems. Cambridge University Press, Cambridge 1968, 2 Bde.
- Dirk Uwe Hansen (Hrsg.):

1. Anthologia Graeca I: Bücher 1 bis 5 (= Bibliothek der griechischen Literatur. Band 72). Hiersemann, Stuttgart 2011, ISBN 978-3-7772-1117-6.
2. Anthologia Graeca II: Bücher 6 bis 8 (= Bibliothek der griechischen Literatur. Band 76). Anton Hiersemann, Stuttgart 2014, ISBN 978-3-7772-1408-5.
3. Anthologia Graeca III: Bücher 9 und 10 (= Bibliothek der griechischen Literatur. Band 79). Anton Hiersemann, Stuttgart 2016, ISBN 978-3-7772-1611-9.
4. Anthologia Graeca IV: Bücher 11 bis 14 (= Bibliothek der griechischen Literatur. Band 89). Anton Hiersemann, Stuttgart 2019, ISBN 978-3-7772-1920-2.
5. Anthologia Graeca V: Bücher 15 und 16 (= Bibliothek der griechischen Literatur. Band 93). Anton Hiersemann, Stuttgart 2021, ISBN  978-3-7772-2123-6.

- Loeb Classical Library

1. L067. Book 1: Christian Epigrams. Book 2: Christodorus of Thebes in Egypt. Book 3: The Cyzicene Epigrams. Book 4: The Proems of the Different Anthologies. Book 5: The Amatory Epigrams. Book 6: The Dedicatory Epigrams
2. L068. Book 7: Sepulchral Epigrams. Book 8: The Epigrams of St. Gregory the Theologian
3. L084. Book 9: The Declamatory Epigrams
4. L085. Book 10: The Hortatory and Admonitory Epigrams. Book 11: The Convivial and Satirical Epigrams. Book 12: Strato's Musa Puerilis
5. L086. Book 13: Epigrams in Various Metres. Book 14: Arithmetical Problems, Riddles, Oracles. Book 15: Miscellanea. Book 16: Epigrams of the Planudean Anthology Not in the Palatine Manuscript